# Психометрия
Психометрията е съвкупност от методи и техники, позволяващи измерване на психичните явления. В най-широк смисъл тази дума обхваща всички измерващи сензорни изследвания (прагове на усещане, време на реакция), но обикновено тя се употребява в по-тесен смисъл за означаване на съвкупността от когнитивни тестове и изобщо тестовете, които служат за преценка на способностите и нивата на развитие (например социалната зрялост). Психологията постига голям напредък след въвеждането на измерванията. Но използването на цифрови резултати не е безопасно. Числото притежава само индикативна стойност; то е просто елемент от диагностиката, която психологът трябва да направи. То потвърждава или не дадена хипотеза и трябва винаги да се съотнася с други наблюдения и с миналото на изследвания субект. Ако коефициент на интелигентност 130 означава без съмнение много висока интелигентност, то коефициент на интелигентност 70 не означава винаги наличие на интелектуална недостатъчност. Този резултат може да се дължи на тревожност, на невротично потискане, на противопоставяне от страна на субекта или липса на интерес у него към предлаганите задачи. Следователно, много важно е психологът да не се ограничава до ролята на лабораторен техник, чиято задача е извършване на точни измервания, а да умее да ги интерпретира правилно, в зависимост от качествени, неподаващи се на измерване наблюдения, чието значение не трябва да се подценява.

### На английски език
- APA Standards for Educational and Psychological Testing
- Joint Committee on Standards for Educational Evaluation Архив на оригинала от 2009-10-15 в Wayback Machine.
- The Psychometrics Centre, University of Cambridge Архив на оригинала от 2009-11-26 в Wayback Machine.
- Psychometric Society and Psychometrika homepage
- London Psychometric Laboratory
- Psychometrics at the Psychology Wiki Архив на оригинала от 2009-04-12 в Wayback Machine.
- Rasch analysis in psychometrics Архив на оригинала от 2009-08-25 в Wayback Machine.
- As Test-Taking Grows, Test-Makers Grow Rarer, 5 май 2006, NY Times. „Psychometrics, one of the most obscure, esoteric and cerebral professions in America, is now also one of the hottest.“